# Lagoa (Vila Nova de Famalicão)
Lagoa ist ein Ort und eine ehemalige Gemeinde (Freguesia) im Norden Portugals.
Lagoa gehört zum Kreis Vila Nova de Famalicão im Distrikt Braga. Die Gemeinde hatte eine Fläche von 1,87 km² und 917 Einwohner (Stand 30. Juni 2011).
Am 29. September 2013 wurden die Gemeinden Lagoa und Avidos zur neuen Gemeinde União das Freguesias de Avidos e Lagoa zusammengeschlossen.